# Maurice Durand
Pour les articles homonymes, voir Maurice Durand (homonymie).
Maurice Durand, né le 6 décembre 1884 aux Sables d'Olonne et mort le 17 février 1978 dans la même ville, est un architecte vendéen.

## Biographie
Maurice Durand commence sa formation de 1900 à 1903 dans le cabinet de l’architecte Gaston Réchin à Angers. Il est ensuite élève de l’École nationale supérieure des Beaux-Arts à Paris. 
Il fait toute sa carrière dans sa ville natale et dans le département de la Vendée dont il fut architecte départemental. Son activité d’architecte s’est exercée principalement par la construction de demeures bourgeoises en bord de mer aux Sables-d’Olonne, ainsi que des édifices publics dans sa ville natale dont il fut l’architecte municipal. 
Après la seconde guerre mondiale, il fut chargé par le service des phares et balises de la reconstruction de plusieurs phares détruits par l’occupant Allemand. Il dessine ensuite le nouveau phare de l’Armandèche aux Sables-d’Olonne, construit en 1968.

## Principales réalisations
- Phare du Grouin du Cou
- Phare de l'île d'Yeu
- Phare de l'Armandèche
- Phare de la Pointe-des-Corbeaux